# Puchar Kontynentalny w kombinacji norweskiej 2005/2006
Sezon 2005/2006 Pucharu Kontynentalnego w kombinacji norweskiej rozpoczął się 10 grudnia 2005 w amerykańskim Steamboat Springs, zaś ostatnie zawody z tego cyklu zaplanowane zostały na 18 marca 2006 w norweskim Mo i Rana. W kalendarzu znalazło się dwadzieścia jeden konkursów, w tym dwanaście sprintów, trzy starty masowe i sześć metodą Gundersena.
Pierwotnie cykl ten nosił nazwę Pucharu Świata B, jednak w 2008 roku zmieniono ją na Puchar Kontynentalny. Tytułu najlepszego zawodnika bronił Niemiec Stephan Münchmeyer. W sezonie tym najlepszy okazał się jego rodak Florian Schillinger.

## Kalendarz i wyniki
| Lp  | Data             | Miejscowość       | Konkurencja              | 1. miejsce            | 2. miejsce           | 3. miejsce            |
| --- | ---------------- | ----------------- | ------------------------ | --------------------- | -------------------- | --------------------- |
| 1.  | 10 grudnia 2005  | Steamboat Springs | Gundersen HS127/15 km    | Todd Lodwick          | Bernhard Gruber      | Seppi Hurschler       |
| 2.  | 11 grudnia 2005  | Steamboat Springs | Sprint HS127/7,5 km      | Todd Lodwick          | Christian Beetz      | Ludovic Roux          |
| 3.  | 16 grudnia 2005  | Park City         | Sprint HS134/7,5 km      | Bill Demong           | Christian Beetz      | Jens Kaufmann         |
| 4.  | 17 grudnia 2005  | Park City         | Start masowy HS134/10 km | Christian Beetz       | Jens Kaufmann        | Siergiej Maslennikow  |
| 5.  | 20 grudnia 2005  | Lake Placid       | Gundersen HS134/15 km    | Bill Demong           | Mikko Kokslien       | Bernhard Gruber       |
| 6.  | 21 grudnia 2005  | Lake Placid       | Sprint HS134/7,5 km      | Christian Beetz       | Bernhard Gruber      | Iver Markengbakken    |
| 7.  | 13 stycznia 2006 | Chaux-Neuve       | Sprint HS97/7,5 km       | Ronny Heer            | Andreas Hurschler    | Tino Edelmann         |
| 8.  | 14 stycznia 2006 | Chaux-Neuve       | Gundersen HS97/15 km     | Andreas Hurschler     | Ronny Heer           | Lukas Klapfer         |
| 9.  | 15 stycznia 2006 | Chaux-Neuve       | Sprint HS97/7,5 km       | Seppi Hurschler       | Lukas Klapfer        | Ludovic Roux          |
| 10. | 17 stycznia 2006 | Val di Fiemme     | Start masowy HS134/10 km | Andreas Hurschler     | Jan Schmid           | Tom Beetz             |
| 11. | 20 stycznia 2006 | Oberstdorf        | Sprint HS137/7,5 km      | Ronny Heer            | Andreas Hurschler    | Jens Kaufmann         |
| 12. | 21 stycznia 2006 | Oberstdorf        | Start masowy HS137/10 km | Andreas Hurschler     | Siergiej Maslennikow | Ronny Heer            |
| 13. | 26 stycznia 2006 | Karpacz           | Sprint HS94/7,5 km       | Seppi Hurschler       | Michael Palli        | Mathieu Martinez      |
| 14. | 27 stycznia 2006 | Karpacz           | Gundersen HS94/15 km     | Ronny Heer            | Seppi Hurschler      | Mathieu Martinez      |
| 15. | 28 stycznia 2006 | Karpacz           | Sprint HS94/7,5 km       | Ronny Heer            | Iver Markengbakken   | Stephan Münchmeyer    |
| 16. | 4 marca 2006     | Klingenthal       | Gundersen HS140/15 km    | Florian Schillinger   | Maxime Laheurte      | Siergiej Maslennikow  |
| 17. | 5 marca 2006     | Klingenthal       | Sprint HS140/7,5 km      | Ville Kähkönen        | Florian Schillinger  | Steffen Tepel         |
| 18. | 10 marca 2006    | Vuokatti          | Gundersen HS100/15 km    | Antti Kuisma          | Florian Schillinger  | Tambet Pikkor         |
| 19. | 11 marca 2006    | Vuokatti          | Sprint HS100/7,5 km      | Florian Schillinger   | Taihei Katō          | Espen Rian            |
| 20. | 17 marca 2006    | Mo i Rana         | Sprint HS96/7,5 km       | Torkild Rasmussen Aam | Stephan Münchmeyer   | Maxime Laheurte       |
| 21. | 18 marca 2006    | Mo i Rana         | Sprint HS96/7,5 km       | Espen Rian            | Maxime Laheurte      | Torkild Rasmussen Aam |

## Klasyfikacje
| Lp.   | Zawodnik            | Punkty |
| 1.    | Florian Schillinger | 666    |
| 2.    | Stephan Münchmeyer  | 555    |
| 3.    | Maxime Laheurte     | 547    |
| 4.    | Sebastien Lacroix   | 486    |
| 5.    | Antti Kuisma        | 459    |
| 6.    | Jouni Kaitainen     | 417    |
| 7.    | Pavel Churavý       | 384    |
| 8.    | Ville Kähkönen      | 368    |
| 9.    | Lucas Vonlanthen    | 367    |
| 10.   | Espen Rian          | 357    |
| . . . |                     |        |
| 48.   | Janusz Zygmuntowicz | 74     |
| 85.   | Józef Zygmuntowicz  | 11     |